# Костенко, Фёдор Яковлевич
Фёдор Я́ковлевич Косте́нко (22 февраля 1896 — 26 мая 1942) — советский военачальник, командующий фронтом и армией в Великой Отечественной войне, генерал-лейтенант (1940).

## Молодость
Фёдор Яковлевич Костенко родился 22 февраля 1896 года в слободе Большая Мартыновка Сальского округа Области Войска Донского (ныне Мартыновского района Ростовской области) в бедняцкой крестьянской семье. Украинец. Окончил 2 класса церковно-приходской школы, затем из-за бедности семьи прервал учёбу и вынужден пойти в батраки.
В Русской императорской армии с 1915 года. Участник Первой мировой войны, воевал на Юго-Западном фронте, старший унтер-офицер. Окончил полковую учебную команду в 1916 году. В 1917 году был командиром взвода. Участвовал в подавлении выступления Л. Г. Корнилова в сентябре 1917 года и в установлении советской власти в Новгороде.
В 1918 году добровольно вступил в Красную армию. В годы гражданской войны воевал в 23-м Царицынском кавалерийском полку Первой Конной армии: красноармеец, старшина эскадрона, помощник командира эскадрона. Участвовал в боях против войск генералов К. К. Мамонтова, А. Г. Шкуро, А. И. Деникина, а также Н. Махно. Во время Гражданской войны был трижды ранен.

## В межвоенный период
После окончания войны ещё много лет служил в том же полку, с ноября 1922 года был командиром эскадрона, с февраля 1926 — начальник полковой школы, с апреля 1931 — помощник командира полка. При этом много учился, в 1924 году окончил Ленинградские курсы среднего комсостава, в 1928 и в 1934 годах — кавалерийские Курсы усовершенствования командного состава. С сентября 1932 года — командир-военком (с июля 1936) 19 Манычского кавалерийского полка. С этим полком служил в 4-й Ленинградской (с 1936 — Донской казачьей) кавалерийской дивизии. Дивизия располагалась в Белорусском военном округе.

В тот же день я поехал в 19-й Манычский кавалерийский полк — головной, старейший полк дивизии, которым командовал Федор Яковлевич Костенко, один из первых конармейцев. Лично его я раньше не знал, но много слышал об этом добросовестном командире, большом энтузиасте кавалерийского дела, непременном участнике всех конноспортивных состязаний, которые в тот период широко практиковались в коннице.

Великая Отечественная война застала Ф. Я. Костенко в должности командующего 26-й армией, защищавшей наши государственные границы на Украине. Под его командованием части и соединения этой армии дрались столь упорно, что, неся колоссальные потери, фашистские войска так и не смогли в первые дни прорваться в глубь Украины. К большому сожалению, Федору Яковлевичу Костенко не посчастливилось дожить до наших дней. Он пал смертью героя в ожесточенном сражении на харьковском направлении, будучи заместителем командующего Юго-Западным фронтом. Вместе с ним погиб его любимый старший сын Петр. Петра Костенко нельзя было не любить. Помнится, ещё совсем мальчиком Петр изучал военное дело, особенно нравились ему верховая езда и рубка. Федор Яковлевич гордился сыном, надеялся, что из Петра выйдет достойный командир-кавалерист, и не ошибся.— Жуков Г. К. Воспоминания и размышления. В 2 т. — М.: Олма-Пресс, 2002.
Однако, по всей видимости, Г. К. Жуков путает — сын Пётр был лётчиком.
С июня 1937 года — командир Особой кавалерийской дивизии имени И. В. Сталина. С апреля 1939 года — командир 2-го кавалерийского корпуса Киевского Особого военного округа. В сентябре 1939 года участвовал в походе Красной армии на Западную Украину в качестве командира этого корпуса. Корпус входил в состав Волочиской армейской группы (затем Восточной армейской группы) 6-й армии Украинского фронта. С июля 1940 года — командующий Армейской кавалерийской группой войск Киевского Особого военного округа. С октября 1940 года генерал-лейтенант Ф. Костенко командовал 26-й армией КОВО (штаб в г. Самбор, Дрогобычская область, Украинская ССР. В 1941 году окончил курсы усовершенствования высшего начальствующего состава при Академии Генерального штаба РККА.

## Великая Отечественная война
С самого начала Великой Отечественной войны 26-я армия вела тяжёлые оборонительные бои в составе Юго-Западного фронта, участвуя в Львовско-Черновицкой стратегической оборонительной операции. Затем армия была переведена под Киев, где участвовала в Киевской оборонительной операции. В тяжелейшей обстановке армия была отведена на левый берег Днепра и вновь заняла оборону. Сам генерал Костенко со штабом армии попал в окружение, но сумел организовать прорыв кольца окружения и выход штаба армии и многих её частей к своим.
В сентябре 1941 года он был назначен заместителем командующего Юго-Западного фронта. Участвовал в Сумско-Харьковской и Курско-Обоянской операциях. 7 ноября 1941 командовал парадом войск в Воронеже, одним из трёх проведённых в этот день в СССР.
Возглавлял фронтовую оперативную группу войск фронта в период Елецкой наступательной операции с 6 по 16 декабря 1941 года, закончившейся разгромом нескольких вражеских дивизий. В состав группы генерала Костенко входили 5-й кавалерийский корпус, 87-я стрелковая дивизия, 129-я танковая бригада, два артполка). В результате Елецкой операции советские войска освободили 400 населённых пунктов, в том числе Елец.
18 декабря 1941 года назначен командующим Юго-Западным фронтом. С 8 апреля 1942 года — снова заместитель командующего этого фронта. Участвовал в Барвенково-Лозовской и Харьковской операциях.

### Гибель
Заместитель командующего Юго-Западным фронтом Ф. Я. Костенко пропал без вести 26 мая 1942 года находясь в окружении южнее Балаклеи в последние дни трагически закончившейся Харьковской операции РККА.

## Обнаружение останков и похороны
В конце апреля 2017 года останки генерала Ф. Я. Костенко были обнаружены поисковиками ВПО «Ориентир» на территории Балаклейского района Харьковской области Украины между сёлами Гусаровка и Лозовенька. Вместе с останками Костенко были обнаружены останки, предположительно, его адъютанта капитана Василия Ивановича Петровича. В начале 2018 года останки Костенко были идентифицированы по анализу ДНК и 25 марта 2018 года переданы для захоронения в России.
Прах генерала захоронен 20 июня 2018 года с воинскими почестями на Федеральном военном мемориальном кладбище.
26 июля 2019 года был торжественно установлен и открыт бюст легендарному военачальнику на его могиле на Федеральном военном мемориальном кладбище в подмосковных Мытищах.

## Семья
К началу Великой Отечественной войны у генерала было четверо детей — сыновья Пётр, Будимир и дочки Юлия и Рада.
Сын Пётр Костенко (1923 г.р.) воевал в истребительной авиации. Старший сержант П. Ф. Костенко, пилот 273-го истребительного авиаполка 8-й воздушной армии, был сбит и погиб в воздушном бою 27 сентября 1942 года у Сталинграда.

## Воинские звания
- полковник (29.01.1936)
- комбриг (11.10.1937)
- комдив (9.02.1939)
- генерал-лейтенант (4.06.1940)[9].

## Награды
- Орден Ленина (27.03.1942)
- Орден Красного Знамени (20.02.1928[10])
- Два ордена Красной Звезды (…, 22.02.1941)
- Медаль «XX лет Рабоче-Крестьянской Красной Армии» (22.02.1938)

## Память
- Улица и переулок в Липецке.
- Улицы генерала Костенко в Ельце, Ростове-на-Дону и в родной слободе Большая Мартыновка.
- Открыт памятник выходу 26-й армии из окружения под Киевом в районе населённого пункта Оржица.
- Открыта экспозиция в музее Отечественной войны в Киеве.

### Комментарии
1. ↑  В том же окружении погибли: командующий 6-й армией генерал-лейтенант А. М. Городнянский, командующий группой войск 38-й армии Юго-Западного фронта, помощник командующего Юго-Западным фронтом по кавалерии, генерал-майор Л. В. Бобкин, командующий 57-я армией генерал-лейтенант К. П. Подлас и ряд других генералов

### Сноски
1. ↑  Бородин Ю. Тайна Балаклейского леса. // «Красная звезда». — 2018. — 11 июня. Дата обращения: 23 мая 2019. Архивировано 13 мая 2019 года.
2. ↑  Костенко Фёдор Яковлевич // Военная энциклопедия / П. С. Грачёв. — Москва: Военное издательство, 1999. — Т. 4. — С. 241. — ISBN 5-203-01876-6.
3. ↑  Согласно наградного листа на награждение Ф. Я. Костенко орденом Ленина. // ОБД «Память народа» Архивная копия от 18 апреля 2021 на Wayback Machine.
4. ↑  Аквилянов Ю. А. Действия советских кавалеристов в Елецко-Ливненской операции (6—16 декабря 1941 года). // Военно-исторический архив. — 2013. — № 9. — С. 86—99.
5. ↑  Донесение штаба Юго-Западного фронта о судьбе высшего командного состава частей фронта // Память народа
6. ↑  В Украине нашли останки известного генерала: опубликовано видео. Дата обращения: 26 мая 2017. Архивировано из оригинала 18 июня 2018 года.
7. ↑  В Москве похоронили останки командующего армией, пропавшего в 1942 году. Российская газета. 21 июня 2018. Архивировано 22 июня 2018. Дата обращения: 22 июня 2018.
8. ↑  Донесение о безвозвратных потерях начсостава частей 8-й воздушной армии за период с 1 по 30 сентября 1942 года // ОБД «Память народа» Архивная копия от 27 мая 2019 на Wayback Machine.
9. ↑  Постановление СНК СССР от 04.06.1940 № 945 «О присвоении воинских званий высшему начальствующему составу Красной Армии». Дата обращения: 27 мая 2019. Архивировано 13 ноября 2020 года.
10. ↑  Приказ революционного военного совета Союза Советских Социалистических Республик по личному составу армии № 101. 23 февраля 1928 года. Москва. — М.: Центральная Типография НКВМ, 1928. — С. 16. — 36 с. — 430 экз.